# Laguna de Santa María del Oro
La Laguna de Santa María del Oro és un llac de cràter situat a la part nord-occidental de l'Eix Volcànic Transversal, a la localitat de Santa María del Oro, a l'estat mexicà de Nayarit.
El llac cràter té forma circular, amb uns 2 km de diàmetre aproximat, una superfície de 3.7 km² i una profunditat mitjana de 60 m. La temperatura mitjana anual de l'aigua és de 25 °C. El clima de la zona és tropical subhumit i la temperatura mitjana atmosfèrica és de 21 °C, essent el juny el mes més calorós (25 °C) i el gener el mes més fred (16.4 °C).